# 361P/Spacewatch
361P/Spacewatch, komet Jupiterove obitelji